# X-LARGE
X-LARGE是一個美國時裝品牌，由Eli Bonerz以及Adam Silverman於1991年11月在洛杉磯蒙佛特大街上開幕。

## 外部連結
- X-Large（英文）
- X-Large（日語）
- X-Girl（英文）
- X-Girl（日語）
- X-LARGE的X（前Twitter）（日語）
- XLARGE OFFICIAL (US)的X（前Twitter）（英文）
- YouTube上的XLARGEOFFICIAL頻道（日語）